# سيدة مجنونة!
سيدة مجنونة! هي رواية للأطفال كتبتها جين ليزلي كونلي. نُشر الكتاب في عام 1993 وكان أحد كتب جائزة نيوبيري لعام 1994.

## الإعداد والحبكة
الإعداد للسيدة المجنونة! هو حي صغير للطبقة العاملة في شمال بالتيمور بولاية ماريلاند يسمى تينلي هايتس. يتكون الحي بشكل أساسي من صفوف من المنازل المبنية من الطوب، ويعتبر ملعب ميموريال هو محوره الرئيسي.
تبدأ القصة في وقت ما بين عامي 1983 أو 1984، ويرويها بطل الرواية، فيرنون ديبس، بأسلوب استرجاعي. عندما تبدأ القصة، يتحدث فيرنون والسيدة آني، وهي معلمة مدرسة سابقة مسنة أصبحت مدرسته وساعدته على تحسين درجاته في اللغة الإنجليزية، عن شخص من حيهم غادر قبل عامين. يخبر فيرنون الآنسة آني أنه لا يزال يتذكر كل ما حدث بوضوح، وتقترح عليه أن يدون أفكاره كتابيًا (وهو ما يشكل الأساس للقصة).
تعيش عائلة فيرنون، مثل كل العائلات الأخرى في تينلي هايتس، في أحد المنازل المتجاورة. والدته، ماري، كانت خياطة وتوفيت في عام 1980 بسبب سكتة دماغية حادة أثناء العمل. والده عامل أمي وظيفيًا، ويعمل عادةً في الفترة الثانية من العمل في أحد المصانع. قبل وفاة ماري، أنجبت خمسة أطفال، فيرنون هو الثالث منهم. لديه أخت أكبر منه اسمها ستيف، وأخت أصغر منه اسمها ساندرا، وأخ أكبر منه اسمه توني، وأخ أصغر منه اسمه بن. عندما تبدأ القصة، يكون ستيف وتوني قد غادرا المنزل؛ ستيف هي فنية مختبر متزوجة وتعيش في الضواحي بينما يذهب توني إلى الكلية بمنحة دراسية.
يبدأ الجزء الاسترجاعي من القصة في عام 1981، عندما يبدأ فيرنون الدراسة في المدرسة الإعدادية. إنه أكبر من بقية زملائه في الفصل بعام واحد، وذلك بسبب تأخيره صفًا دراسيًا مبكرًا. إنه في خطر من التراجع مرة أخرى، لأن واجباته المدرسية تعاني، وكذلك درجاته. كما أن فيرنون ليس لديه أي موارد لمساعدته في الحصول على دروس خصوصية، حيث أن والده يعمل عادةً، ومالية الأسرة لا تسمح له بدفع ثمنها، كما أن ستيف وتوني مشغولان بواجباتهما المدرسية وغير قادرين على اصطحابه إلى المكتبة المحلية لتلقيها.
يقضي فيرنون معظم وقته مع أصدقائه بوبي وكريس وجيري، ويستمتعون بالتسبب في المشاكل في المدينة ومضايقة ماكسين فلوتر، وهي مدمنة كحول يطلق عليها الجميع في الحي لقب "السيدة المجنونة". غالبًا ما تظهر ماكسين وهي ترتدي ملابس غريبة وتجر ابنها المعاق فكريًا، رونالد، معها أينما ذهبت. رونالد هو أيضًا هدف لسخرية الأولاد، وهو ما يزيد من غضب والدته لأنها مقدم الرعاية الوحيد له.
ذات يوم، تبدأ الأمور بالتغير. في رحلة إلى متجر البقالة المحلي لشراء البطاطس، يرى فيرنون صاحب المتجر، وهو رجل عجوز يدعى ميلت، يتجادل مع أحد العملاء حول سعر البطاطس. لدى فيرنون نفس الحجة مع ميلت، حيث ذهبت ستيف إلى متجره قبل بضعة أيام واشترت البطاطس بنفس السعر. يطرد ميلت فيرنون خارج المتجر، ويقاطعه العميل في طريقه للخروج ليخبره أنه نجح. يستدير فيرنون لينظر إليها ويكتشف أن العميل هو ماكسين.
يبدأ الاثنان في الحديث، ويتحدث فيرنون عن مقدار المشاكل التي يواجهها في المدرسة. تقرر ماكسين محاولة الحصول على مساعدة لفيرنون وتطلب مساعدة الآنسة آني، وهي جارتها. وافقت على مساعدة فيرنون في تحسين مستواه في اللغة الإنجليزية، لكنها أصرت في النهاية على أن يساعد فيرنون ماكسين في أعمال المنزل ويساعد رونالد أيضًا كدفعة. في حين أن الأمر ليس سهلاً بالنسبة له، حيث أن ماكسين عادة ما تكون في حالة سُكر وينتهي بها الأمر في السجن أحيانًا نتيجة لذلك، يبدأ فيرنون في قضاء المزيد والمزيد من الوقت حول ماكسين ورونالد ويبدأ في تكوين صداقة مع الشاب.
في النهاية، يتجاهل فيرنون عائلته تمامًا، وهو ما لا يساعد في تحسين وضعه المتوتر بالفعل في المنزل. يجد نفسه مستيقظًا في وقت متأخر من الليل في عدة مناسبات يتحدث مع والده، الذي يحب العودة إلى المنزل والجلوس في المطبخ والاستماع إلى الأغاني القديمة (التي يدعي أنها تساعده على التفكير في الماضي)، وتساعد هذه المحادثات في تكوين رابطة بين الاثنين. وفي وقت لاحق من القصة، يطلب والد فيرنون منه أن يعلمه القراءة، وهي لحظة مهمة في علاقتهما.
بعد بضعة أسابيع، يلتقي فيرنون بمعلم رونالد، الذي يقترح على ماكسين أن يسجل رونالد في الألعاب الأولمبية الخاصة المحلية. يقرر فيرنون أن يتولى مسؤولية الجهود الرامية إلى إرسال رونالد إلى الألعاب، ويحصل على مساعدة أصدقائه في هذه العملية - وخاصة جيري، الذي لديه شقيق يعاني من إعاقة ذهنية يزوره في عطلات نهاية الأسبوع ولا يخبر أحداً عنه أبداً.
تبدأ الأمور في الوصول إلى ذروتها عندما ينظم فيرنون حفلة في الحي للمساعدة في جمع الأموال لرونالد. ينتهي الأمر عندما تقتحم ماكسين المبنى وهي في حالة سكر كعادتها، في حالة غضب بسبب السُكر، وتوبخ الجميع. أخيرًا، تصل إحباطات فيرنون إلى ذروتها بعد أن قاطعت ماكسين قداس الأحد في الكنيسة المحلية وبدأت في إخبار جميع الأشخاص في الكنيسة بما تفكر فيه عنهم بالضبط - وأخبرت فيرنون على وجه التحديد أنه لا يملك "العقل الذي أعطاه الله لجذع شجرة". بعد ذلك، يرفض أن يكون له أي علاقة معها، ويكتفي بالدخول والخروج من المنزل للتحقق من رونالد. حتى أن فيرنون يوبخ ماكسين عندما تحاول أن تخبره بشيء ما، الأمر الذي يصبح مهمًا لاحقًا.
يأتي يوم الألعاب الأولمبية الخاصة، ويفوز رونالد وفيرنون بالعديد من الشرائط كفريق واحد في سباقات المشي. يصادفون معلم رونالد في الألعاب، الذي يعرض عليهم توصيلهم إلى المنزل. أثناء عودتهما إلى المنزل في السيارة، اكتشف فيرنون أن ماكسين كانت تحاول إخباره أن رونالد سيغادر ماريلاند وينتقل للعيش مع أقارب ماكسين في كارولينا الشمالية. لقد صدم فيرنون بالخبر وخرج من السيارة على جانب الطريق. ثم يواجه ماكسين بشأن ما هي على وشك القيام به، حيث تخبره أنها حاولت مساعدة رونالد لكن سيكون وضعه أفضل في ولاية كارولينا الشمالية.
وأخيرًا يأتي اليوم الذي سيغادر فيه رونالد، ويأتي الجميع في الحي لتوديعه (باستثناء ماكسين، التي لا تستطيع أن تتحمل رؤية طفلها الوحيد يتركها). بعد أن قال الجميع وداعهم، غادرت عائلة رونالد الجديدة بسيارتها. إن منظر رونالد وهو يغادر كان أكثر مما يستطيع فيرنون التعامل معه، وبدأ في مطاردة السيارة بأسرع ما يمكن لساقيه أن تحمله؛ لم يتمكن من اللحاق بالسيارة فحسب، بل تعثر على حافة الرصيف وسقط على الحائط. وبينما هو مستلقٍ على الأرض الصلبة، مصابًا بجروح بالغة، يأتي والده إليه. وينتهي الكتاب بقوله لابنه الأوسط: "فيرنون، أنا هنا".

## استقبال
سيدة مجنونة! وقد حصل على الأوسمة التالية:
- كتاب ميدالية جون نيوبيري الشرفية (1994)[2]
- مرشحة لجائزة دوروثي كانفيلد فيشر لكتب الأطفال (1995)[3]
- مرشح لجائزة قراء كاليفورنيا الشباب للمرحلة المتوسطة/الإعدادية (1996)[3]

وعلى الرغم مما سبق، فقد واجه الكتاب أيضًا الكثير من الجدل بسبب اللغة المسيئة. وفقًا لجمعية المكتبات الأمريكية، كانت سيدة مجنونة! واحدة من بين أفضل مائة كتاب محظور ومُتنازع عليه في الولايات المتحدة من عام 1990 إلى عام 1999 (62) ومن عام 2000 إلى عام 2009 (45)، بالإضافة إلى كونها واحدة من أفضل عشرة كتب في عام 2005 (9).